# World Doubles Championships 1988
Il World Doubles Championships 1988 è stato un torneo di tennis femminile che si è giocato a Tokyo in Giappone dal 25 novembre al 1º dicembre su campi in sintetico indoor. È stata la 13ª edizione del torneo.

## Campionesse

### Doppio
Katrina Adams /  Zina Garrison hanno battuto in finale  Gigi Fernández /  Robin White con il punteggio di 7–5, 7–5